# Telmatoscopus erratilis
Telmatoscopus erratilis és una espècie d'insecte dípter pertanyent a la família dels psicòdids.

## Descripció
- Mascle: cos marró; sutura interocular en forma de "V" invertida; front amb una àrea triangular pilosa; el primer segment dels palps és la meitat de llarg que el segon; antenes amb l'escap dues vegades la longitud del pedicel; tòrax sense patagi; ales de 2,27 mm de llargada i 0,92 d'amplada, arrodonides apicalment i amb taques als extrems de la nervadura, R5 acabant més enllà de l'àpex; edeagus en forma de raqueta.
- Femella: similar al mascle, però amb els lòbuls apicals de la placa subgenital petits i gairebé en forma de diamants; antenes d'1,08 mm de llargària i ales de 2-2,77 mm de longitud i 0,75-1,07 d'amplada.[3]

## Distribució geogràfica
Es troba a les illes Filipines: Negros, Palawan i Mindanao.